# 聖歌四篇
聖歌四篇または聖歌四編（せいかしへん、イタリア語: Quattro Pezzi Sacri）は、聖句に基づくジュゼッペ・ヴェルディの混声合唱曲集。異なる年代に別々に成立した楽曲の寄せ集めではあるが、しばしばまとめて上演されている。以下の4曲から成る。
1. アヴェ・マリア Ave Maria （無伴奏合唱曲、ラテン語詞、1889年作曲） 音列「謎の音階」が駆使された作品としても名高い。
2. スターバト・マーテル Stabat Mater （管弦楽伴奏合唱曲、ラテン語詞、1896年～1897年作曲） 伝ヤコポーネ・ダ・トーディ作の中世の詩に基づく。
3. 処女マリアへの讃歌 Laudi alla Vergine Maria （無伴奏女声合唱曲、イタリア語詞、1887年～1888年作曲） ダンテの詩への曲付けである。
4. テ・デウム Te Deum （管弦楽伴奏二重合唱曲、ラテン語詞、1895年～1896年作曲）